# Herbita marmorata
Herbita marmorata là một loài bướm đêm trong họ Geometridae.